# Chiesa di San Giorgio Martire (Montanaso Lombardo)
La chiesa di San Giorgio Martire è la parrocchiale di Montanaso Lombardo, in provincia e diocesi di Lodi; fa parte del vicariato di Lodi.

## Storia
La prima descrizione dell'originaria cappella di Montanaso risale al 1562 e fu redatta dal presbitero Domenico De Belavilis: si legge che essa era dotata di sei candelieri in ottone e di tutti i paramenti necessari durante le funzioni.
Nel 1619 risultava che la chiesa, in cui avevano sede le confraternite del Santissimo Sacramento e della Dottrina Cristiana, era inserita nel vicariato di Mulazzano e che i fedeli ammontavano 341; nel 1627 il tetto dell'edificio fu interessato da un intervento di rifacimento.
Dallo Stato del clero del 1859 s'apprende che la chiesa era passata dal vicariato di Mulazzano a quello di Villavesco e che essa aveva alle sue dipendenze l'oratorio della Beata Vergine Immacolata.
All'inizio del Novecento l'antica chiesetta, oltre a versare in pessime condizioni, era ormai insufficiente a soddisfare le esigenze dei fedeli e così nel 1903 si pensò di ampliarla; tuttavia, non vennero poi eseguiti i lavori previsti e dopo la Grande Guerra si decise di ricostruirla ex novo. 
La prima pietra della nuova parrocchiale venne posta il 30 marzo 1924; l'edificio, disegnato dall'ingegnere Gaetano Noli Dattarino, fu portato a termine nel giro di quindici mesi e quindi consacrato il 12 luglio 1925 dal vescovo di Lodi Ludovico Antomelli.
La chiesa, che già dal XVIII secolo aveva il titolo di arcipretale, venne poi elevata al rango di prepositurale nel 1939.

## Descrizione

### Esterno
La facciata a salienti della chiesa, rivolta a levante e caratterizzata da paraste angolari e semicolonne, presenta sotto i tre portali d'ingresso, sormontati da lunette in cui vi sono dei rilievi, e sopra il rosone e cinque sfondamenti, di cui due di forma circolare, contenenti anch'essi dei rilievi; sotto gli spioventi corre una cornice caratterizzata da archetti pensili.
Annesso alla parrocchiale è il campanile a base quadrata, la cui cella presenta su ogni lato una monofora ed è coronata dalla guglia piramidale a pianta circolare. 

### Interno
L'interno dell'edificio è suddiviso da colonne alternate a pilastri in tre navate coperte da voltate a crociera, di cui le laterali sono chiuse da due cappelle a pianta poligonale; al termine dell'aula si sviluppa il presbiterio, a sua volta chiuso dall'abside poligonale la cui volta a catino è spartita in spicchi di vela. 
Qui sono conservate diverse opere di pregio, la maggiore delle quali è la statua del Sacro Cuore, realizzata nel 1944.